# Fronteira Quênia–Sudão do Sul
A fronteira entre Quênia e o Sudão do Sul é uma linha sinuosa de 232 km de extensão, sentido leste-oeste, no sudeste do Sudão do Sul (província Equatória Oriental), que separa esse país do Quênia, província Vale do Rift. 

## Traçado
O traçado da fronteira compreende dois trechos quase retilíneos:
- O mais curto, do oeste, se inicia na tríplice fronteira Sudão do Sul-Quênia-Uganda e vai para o nordeste até o início do trecho mais longo.
- O mais longo segue na direção dos paralelos até fronteira tríplice dos dois países com a Etiópia, dentro do extremo norte do Lago Turkana (antigo Lago Rodolfo). Ao norte desse trecho fica o Triângulo de Ilemi. O Triângulo de Ilemi, cuja "base" sul é o trecho maior acima, é uma área de 10200 a 14000 km² reivindicada, antes da independência do Sudão do Sul em 2011, pelo Sudão, Quênia e Etiópia. O Quênia a ocupa desde então como uma área disputada entre os três países.[1][2][3]

## História
A fronteira corresponde à antiga fronteira entre o Sudão (hoje em Equatória Central, Sudão do Sul) e o Quénia, já que com a secessão do Sudão do Sul face ao Sudão em julho de 2011 a fronteira do lado sudanês passou para o controlo sul-sudanês. 
A fronteira entre o Quênia e o Sudão fora oficialmente definida em 1956, quando o Sudão obteve sua independência do Egito e do Reino Unido. Até então, desde 1898, o Sudão era o protetorado chamado Sudão Anglo-Egípcio.